# Пистойский собор
Пистойский собор Святого Зенона (итал. Cattedrale di San Zeno, итал. Duomo di Pistoia) — собор в городе Пистоя (Италия), кафедра епископа местной епархии.
Собор дал название площади, на которой расположен. Это центр религиозной и светской жизни города. Здание построено в романском стиле, но позже были привнесены элементы барокко. Слева от фасада находится кампанила, построенная в XII веке, напротив — баптистерий Святого Иоанна.

## История
Доподлинно неизвестно, где находилась ранняя кафедра епархии Пистойи, существовавшей с III века. Предполагается, что она могла находиться на месте приходской церкви Сант-Андреа, в районе монастырского комплекса Сан-Пьер-Маджоре (ит.), учитывая обычай возведения собора на кладбище.
Первое письменное свидетельство о современном соборе датируется 923 годом. В 998 году в донесении Оттону III упоминается о раннехристианском строении в районе современной площади Пьяцца-дель-Дуомо.
В 1108 году церковь пострадала от пожара и была перестроена в первые десятилетия XII века. Освящение алтаря Святого Иакова епископом Атто (ит.) датируется 1145 годом. В 1202 году собор был повреждён ещё одним пожаром. В 1274—1275 годах боковые нефы были перекрыты сводами. В 1298 году здание пострадало от землетрясения, а в 1336 году на фасаде была установлена статуя епископа Зенона работы Якопо ди Маццео. Между 1379 и 1440 годами фасад был реконструирован с добавлением трех ярусов лоджий и портика. В 1598—1614 годах был снесён средневековый хор, изменены боковые капеллы, а первоначальная апсида была заменена трибуной в стиле барокко, увенчанной куполом по проекту Якопо Лафри, а главный неф был перекрыт новыми крещатыми сводами. В 1721 году на фасаде установлена статуя Святого Иакова работы Андреа Вакка.
Средневековые окна отреставрированы в 1952—1966 годах, а своды над нефом были демонтированы.
В декабре 1965 года Папа римский Павел VI присвоил собору статус малой базилики.

## Интерьер

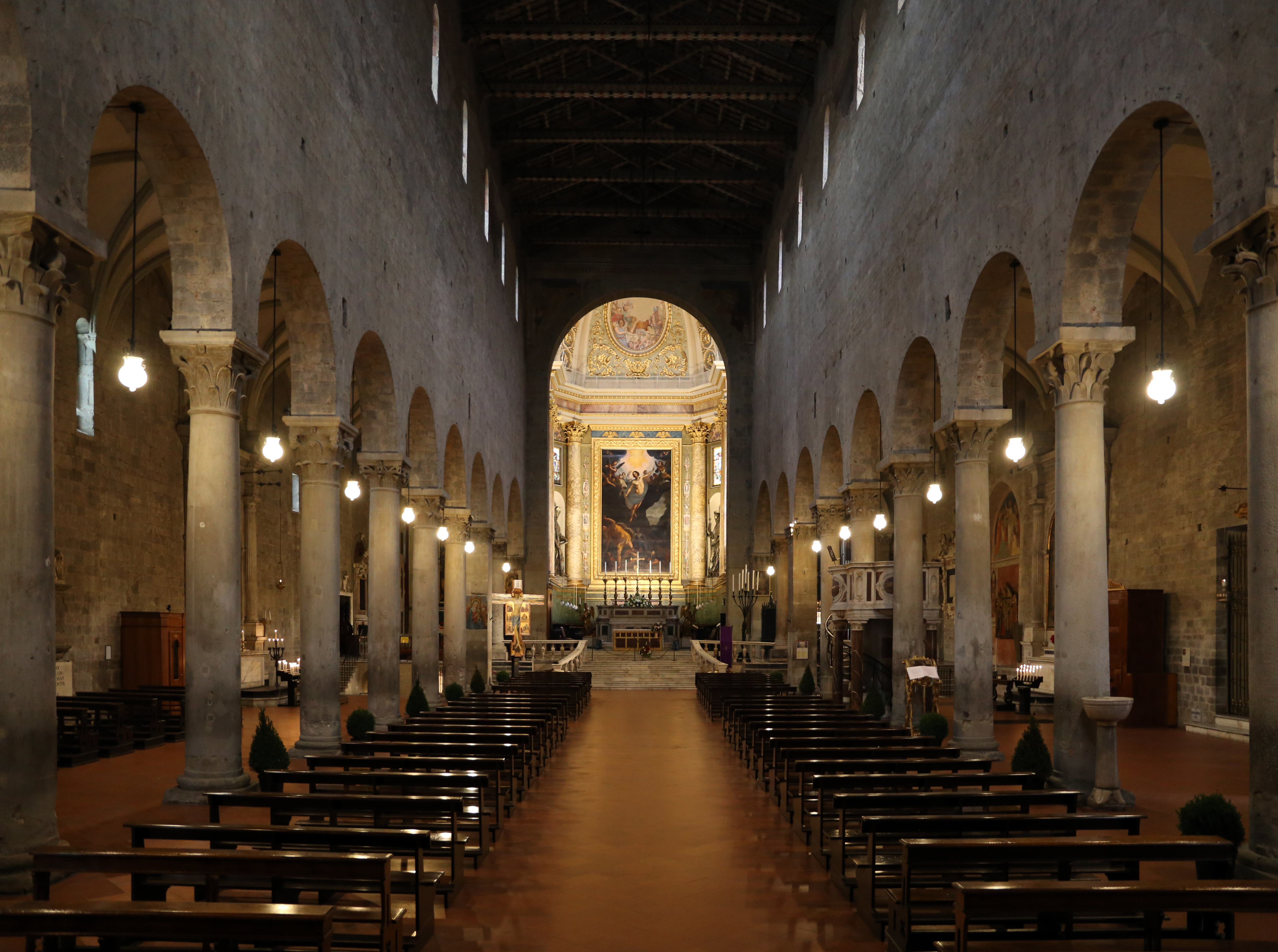
Интерьер собора

В соборе три нефа, разделённых рядами продольных колонн, с деревянным стропильным перекрытием в центральном нефе и сводами в боковых. Под собором расположена крипта.
Правый проход ранее занимала капелла Святого Иакова, построенная епископом Атто в середине XII века для хранения мощей апостола, привезенных из Сантьяго-де-Компостела. Серебряный алтарь святого (ит.) сегодня расположен в капелле Распятия.

### Капелла Святого Причастия
Капелла Святого Причастия заложена в 1440-е годы епископом Донато Медичи, чьё надгробие в 1475 году установлено у входа. Капелла также получила название Сан-Донато по картине Лоренцо ди Креди «Мадонна на троне между святыми Иоанном Крестителем и Донато» (1474—1486), расположенной на правой стене. Некоторые же утверждают, что на картине не Святой Донат из Ареццо, а Зенон Веронский.
В центре расположена картина «Вознесение Девы Марии» Джованни Баттиста Паджи, датируемая 1590-1596 годами. Под алтарём установлена лежащая статуя папы Феликса I, символизирующая совершение служб на могилах мучеников.

### Капелла Распятия

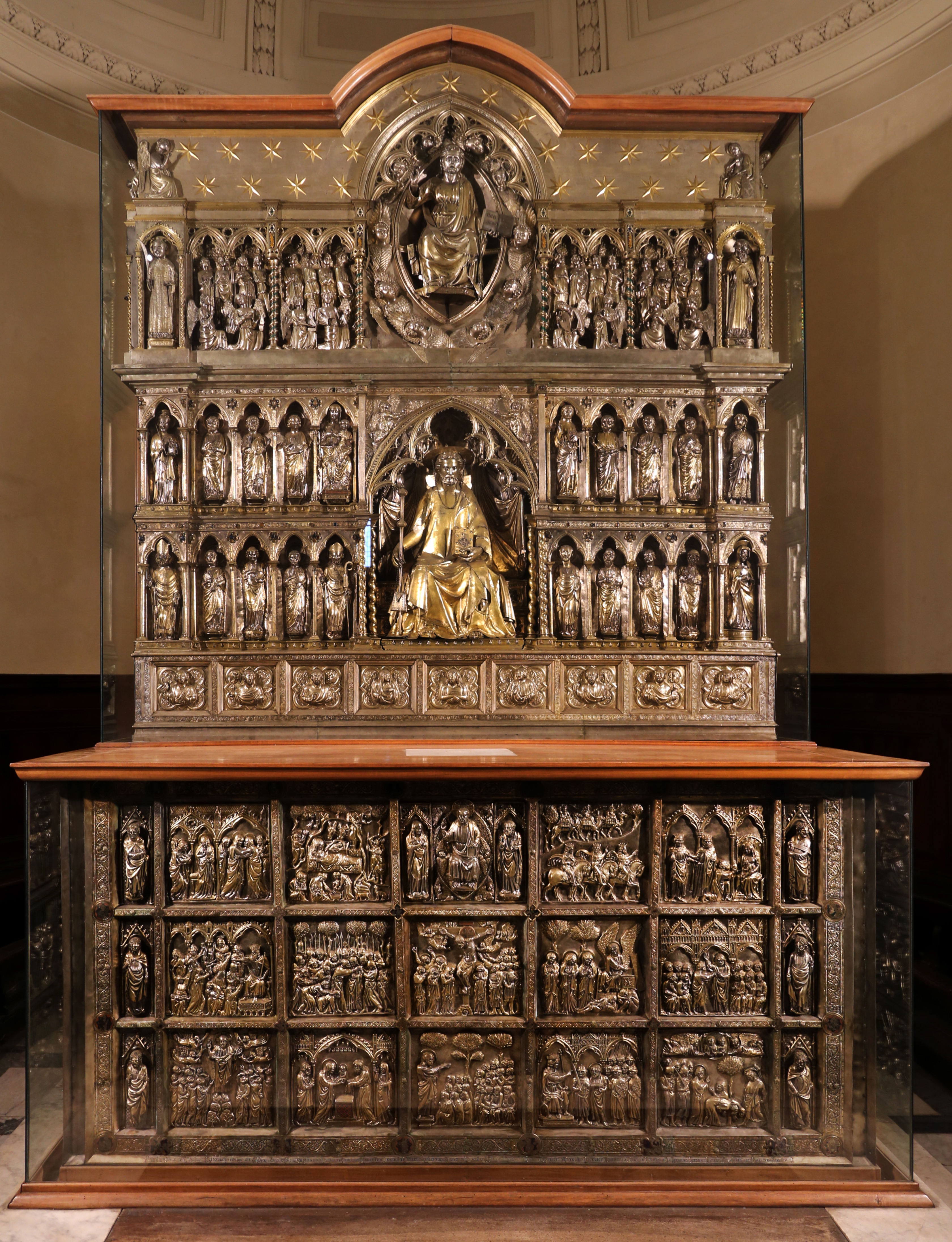
Серебряный алтарь Святого Иакова

В капелле Распятия находится алтарь Святого Иакова из тиснёного серебряного листа, который был перенесён сюда в 1953 году.
Начало истории алтаря датируется 1287 годом, когда Андреа ди Якопо д’Оньябене получил заказ на создание изображений Девы Марии с младенцем для задней части алтаря, а для передней части — сцен из Нового Завета. Свою работу он завершил в 1316 году. Кроме того, Паче ди Валентино, сиенский ювелир, создал украшения.
Джильо Пизано выполнил большую серебряную статую, изображающую Святого Иакова на троне (1349—1353), заказанную в качестве благодарения после окончания Чёрной смерти в 1348 году.
Антепендиумы по бокам украшены Леонардо ди сер Джованни и Франческо Никколаи со сценами из Ветхого Завета и жития Святого Иакова в 1361—1371 годах. Другие работы включают изображения Апостолов, Святой Евлалии, епископа Атто, Иоанна Крестителя.

## Кампанилла
Кампанилла — отдельно стоящая колокольня высотой 67 м, слева от фасада собора. Строительство датируется XII веком. Предполагается, что это перестроенная в конце XIII века архитектором Джованни Пизано ломбардская башня.

## Галерея

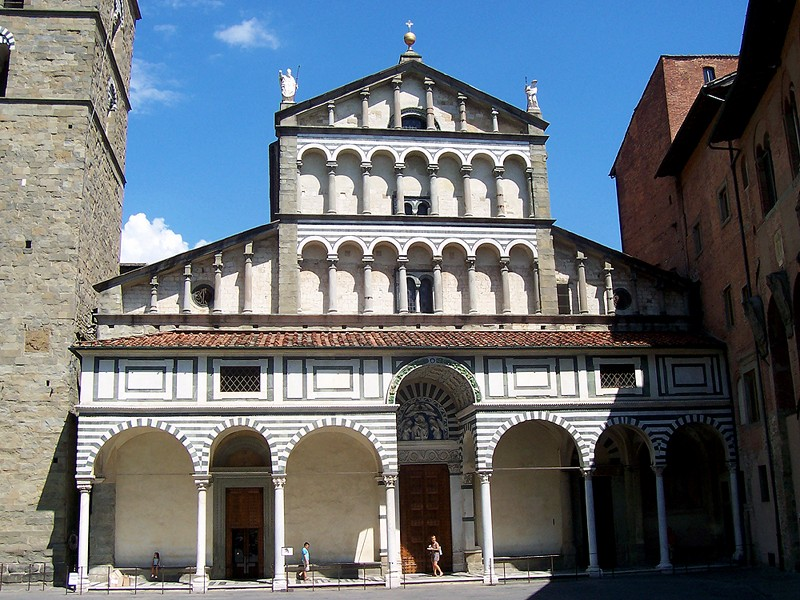
Фасад собора
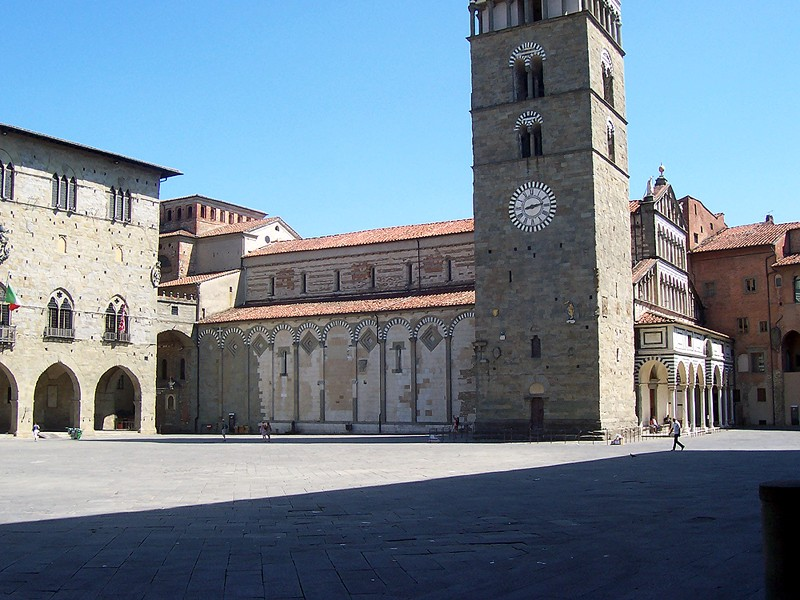
Вид с Пьяцца-дель-Дуомо
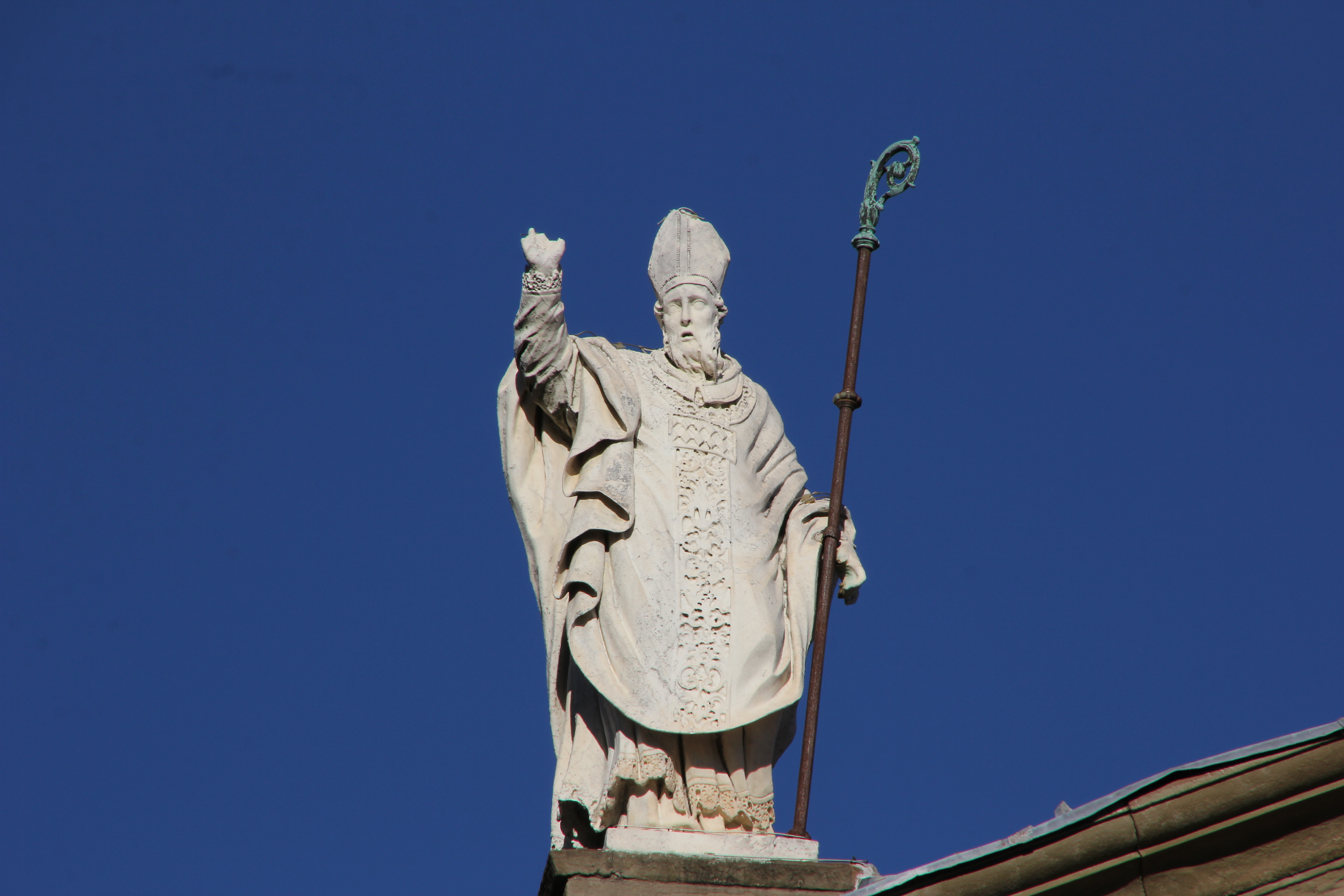
Статуя Святого Зенона
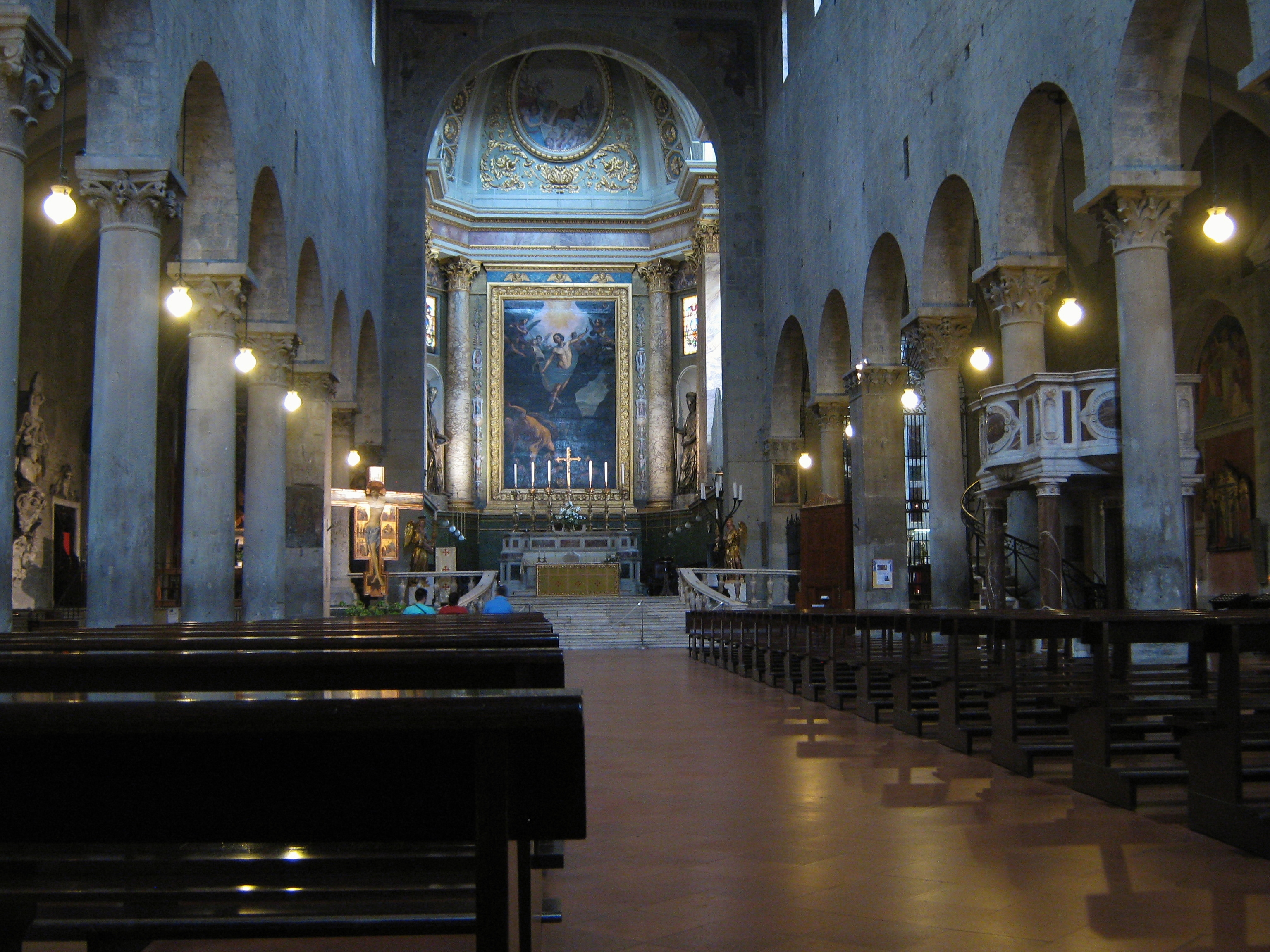
Внутри собора